# UB-36号潜艇
陛下之UB-36号艇是德意志帝国海军于第一次世界大战期间建造的其中一艘UB-II型近岸潜艇或称U艇。它由汉堡的布洛姆与福斯船厂承建，于1916年1月15日下水，至同年5月22日交付使用。其艇载武器包括两具500毫米的艇艏鱼雷发射管以及一门88毫米口径甲板炮。UB-36号曾先后被部署至波罗的海和佛兰德，并参与了大西洋潜艇战。在总共12次巡逻期间，该艇累计击沉了7艘协约国或中立国商船，容积总吨为1584吨。1917年5月9日，UB-36号在佛兰德附近海域触雷沉没，艇内23人全数阵亡。

## 设计
第一次世界大战爆发后，随着U艇战形势的发展，UB-I型潜艇排水量过小、适航性不佳、推进系统可靠性低等问题愈发凸显。其水面航速甚至追不上商船，以5節（9.3每小時）航速潜航1小时后，蓄电池电能便会耗尽。它们甚至无力应对多佛尔海峡8至10節（15至19每小時）的海流。为此，潜艇监察局于1915年4月研发了UB-I型潜艇的放大版——UB-II型，并由德国国家海军办公室委托两家造船厂建造。其中UB-36号是由汉堡布洛姆与福斯船厂承建的第二批次的七号艇，于1916年1月15日下水。
与前一批次的UB-II型艇相比，UB-36号的水面及水下排水量分别增至274吨和303吨，全长增至36.90米，艇体采用单壳体加鞍形水柜构造。由于突破了铁路限界，舷宽也得以增至4.37米。该艇采用双桨驱动，其主机为两台科尔庭六缸四冲程270匹公制馬力（200千瓦特）柴油机用于水面运行，以及两台280匹公制馬力（210千瓦特）的西门子-舒克特电动发电机用于水下航行；水面最高航速9.06節（16.78每小時），水下5.71節（10.57每小時）；能够在水面以5节航速续航7,030海里（13,020），或以4節（7.4每小時）连续在水下航行45海里（83）而无需充电。蓄电池被放置在中央潜柜的前方，以配平更重的发动机安装。其最大潜水深度为50米，潜没需时为30－45秒。
UB-36号的主武器为两具500毫米艇艏鱼雷发射管，采用层叠式布局，以实现可以创造最佳表面效率的舷弧设计；鱼雷携带量为4枚，威力亦显著提高。辅助武器是一门88毫米30倍径速射炮。司令塔增加了一具潜望镜，并配备了1根两段式可伸缩通信桅杆，前水平舵外形也做了调整。其标准船员编制为2名军官加21名水兵。

## 服役历史
1916年5月22日，UB-36号在前UB-24号艇长、海军中尉库尔特·阿布雷希特的指挥下正式入役，随即展开海试。完成海试后，该艇先是于1916年6月26日被编入驻利鲍的第五区舰队，至1917年2月23日又转配至驻泽布吕赫的佛兰德区舰队，并参与了大西洋潜艇战。在其12次巡逻中，共计击沉7艘协约国或中立国商船，容积总吨为1584吨。
1917年5月9日夜间，UB-36号在从泽布吕赫出航后不久便在佛兰德附近海域触雷沉没，艇内23人全数阵亡。这是由英国人于1916年5月布设的雷区。早在1971年，潜水员就发现了这艘被证实是UB-36号的残骸，但直至2013年8月，比利时潜水员才通过螺旋桨标记确定了该艇的身份。在此之前，人们普遍认为UB-36号是在英吉利海峡的韦桑岛附近（48°42′N 5°14′W / 48.700°N 5.233°W）遭法国轮船莫里哀号（SS Molière）撞击后沉没，但那次袭击实际致沉的是UC-36号。

## 袭击历史摘要
| 日期          | 船名           | 船籍 | 吨位 | 结局       |
| ------------- | -------------- | ---- | ---- | ---------- |
| 1916年7月30日 | 安娜号         | 瑞典 | 172  | 击沉       |
| 1916年7月30日 | 皮泰亚号       | 瑞典 | 644  | 缴作战利品 |
| 1916年8月1日  | 胡迪克斯瓦尔号 | 瑞典 | 481  | 击沉       |
| 1916年8月1日  | 佩尔·布拉赫号  | 芬兰 | 499  | 击沉       |
| 1917年3月18日 | 皇冠号         | 挪威 | 273  | 缴作战利品 |
| 1917年4月1日  | 儒利·布里泽号  | 法國 | 18   | 击沉       |
| 1917年4月1日  | 神的旨意号     | 法國 | 15   | 击沉       |
| 1917年4月16日 | 马登号         | 英国 | 297  | 击沉       |
| 1917年4月16日 | 罗彻斯特城堡号 | 英国 | 102  | 击沉       |

## 脚注
1. 1 2 3  Rössler，第64頁.
2. 1 2 3 4 5  Gröner 1991，第23-25頁.
3. 1 2  Rössler，第65頁.
4. 1 2  Helgason, Guðmundur. . German and Austrian U-boats of World War I - Kaiserliche Marine - Uboat.net.   [2015-02-01].
5. ↑  Helgason, Guðmundur. . German and Austrian U-boats of World War I - Kaiserliche Marine - Uboat.net.   [2015-02-01].
6. 1 2 3  陈进，第47頁.
7. 1 2 3  Helgason, Guðmundur. . German and Austrian U-boats of World War I - Kaiserliche Marine - Uboat.net.   [2022-03-28].
8. ↑  Rössler，第50頁.
9. 1 2  Helgason, Guðmundur. . German and Austrian U-boats of World War I - Kaiserliche Marine - Uboat.net.   [2015-02-02].
10. ↑  Bendert，第101頁.